# Svirce (Leskovac)
Pour les articles homonymes, voir Svirce.
Svirce (en serbe cyrillique : Свирце) est un village de Serbie situé sur le territoire de la Ville de Leskovac, district de Jablanica. Au recensement de 2011, il comptait 416 habitants.

## Démographie
| 1948 | 1953 | 1961 | 1971 | 1981 | 1991 | 2002 | 2011 |
| ---- | ---- | ---- | ---- | ---- | ---- | ---- | ---- |
| 462  | 498  | 506  | 516  | 524  | 480  | 436  | 416  |

|  |